# دينيس ياكوبا
دينيس ياكوبا (الروسية: Якуба, Денис Евгеньевич) (26 مايو 1996 في روسيا - ) هو لاعب كرة قدم روسي في مركز الدفاع. شارك مع منتخب روسيا تحت 17 سنة لكرة القدم ومنتخب روسيا تحت 19 سنة لكرة القدم ومنتخب روسيا تحت 21 سنة لكرة القدم. أما مع النوادي، فقد لعب مع نادي كوبان كراسنودار.

## وصلات خارجية
- دينيس ياكوبا على موقع الاتحاد الأوربي (الإنجليزية)
- دينيس ياكوبا على موقع قاعدة بيانات كرة القدم.إي يو (الإنجليزية)
- دينيس ياكوبا على موقع Soccerway.com (الإنجليزية)
- دينيس ياكوبا على موقع عالم كرة القدم.نت (الإنجليزية)